# Rie Kimura
Rie Kimura (木村 理恵 Kimura Rie?,  nacido el 30 de julio de 1971 en Kioto) es una exfutbolista japonesa que jugaba como defensa.
Kimura jugó 21 veces para la selección femenina de fútbol de Japón entre 1996 y 2001. Kimura fue elegida para integrar la selección nacional de Japón para los Copa Asiática femenina de la AFC de 1999 y 2001.

## Trayectoria

### Clubes
| Club                  | País  | Año         |
| --------------------- | ----- | ----------- |
| Speranza FC Takatsuki | Japón | 1994 - 2003 |

### Selección nacional
| Selección | País  | Año         |
| --------- | ----- | ----------- |
| Absoluta  | Japón | 1996 - 2001 |

## Estadística de equipo nacional
| Selección femenina de fútbol de Japón | Selección femenina de fútbol de Japón | Selección femenina de fútbol de Japón |
| Año                                   | Partidos                              | Goles                                 |
| ------------------------------------- | ------------------------------------- | ------------------------------------- |
| 1996                                  | 2                                     | 0                                     |
| 1997                                  | 0                                     | 0                                     |
| 1998                                  | 0                                     | 0                                     |
| 1999                                  | 6                                     | 0                                     |
| 2000                                  | 6                                     | 0                                     |
| 2001                                  | 7                                     | 0                                     |
| Total                                 | 21                                    | 0                                     |